# 氯酸铒
氯酸铒是一种无机化合物，化学式为Er(ClO3)3。它可在硫酸铒和氯酸钡的复分解反应中生成，反应生成的硫酸钡可以通过过滤出去。
它的八水合物是玫瑰红色晶体，具有吸湿性，可溶于水和乙醇。